# Амур-Переможець
Амур-Переможець (лат. Amor Vincet Omnia — «Любов перемагає все») — картина італійського художника Караваджо, написана в 1601—1602 роках. На картині зображено Амура з темними крилами, він напівсидить або ж злізає з якогось підвищення. Навколо лежать розкидані ним предмети, так чи інакше пов'язані з діяльністю людини.
Оригінальна назва картини відсилає до рядка з десятої еклоги Вергілія: Omnia vincit amor et nos cedamus amori (Все перемагає Амур, і ми підкоримося Амуру). Картина, як передбачається, присвячена маркізу Вінченцо Джустініані, покровителю Караваджо, на що вказують велика латинська V в нотному зошиті й підбір предметів на картині: генуезька сім'я Джустініані правила Хиосом до його захоплення турками в 1566 році (геральдична корона); сам маркіз багато писав про живопис і музику (перо, рукопис і музичні інструменти), будував величне палаццо (циркуль з куточком), вивчав астрономію (зоряна сфера) і славився великою військовою доблестю (обладунки). Таким чином, зашифрована символіка може бути прочитана, як: «Все перемагає Вінченцо». За словами сучасників, Джустініані цінував картину найвище у своїй колекції.
Тема Купідона була дуже поширена в живопису тих часів, однак виконання Караваджо відрізняється від інших робіт сильним реалізмом. Зазвичай Купідона зображували хлопчиком майже досконалої краси, як на картині «Сплячий Купідон» Караччоло. Але Купідон Караваджо різко індивідуальний — чарівний, але не гарний, нерівні зуби проглядають крізь хитру усмішку — весь вигляд його більше нагадує вуличного хулігана, ніж божество. Психологічний ефект від картини досягається як посиленою контрастністю нарівні з майже фотографічною детальністю, так і змішуванням алегорії з реальністю. Глядач бачить хлопчика, що позує з пучком стріл і веселиться над своїми бутафорськими крилами. Є свідчення, що Ораціо Джентилескі позичив Караваджо крила як реквізит для роботи над картиною, що дозволяє датувати її більш-менш точно. А проте, незважаючи на явні ознаки того, що Караваджо писав з живої моделі, поза фігури має схожість зі статуєю Мікеланджело «Дух перемоги», яка перебуває нині в Палаццо Веккіо, що, імовірно, зроблено художником свідомо.
Картина мала великий успіх в інтелектуальних і культурних колах Риму. Майже відразу з'явилися присвячені їй мадригали і латинська епіграма, в якій картина вперше була пов'язана з цитатою з Вергілія, хоча офіційно вона стала називатися «Omnia Vincit Amor» тільки після виходу біографії Караваджо, написаної Джованні П'єтро Беллори в 1672 році.
Картина залишалася в колекції Джустініані до 1812 року, тоді її купив торговець живописом Фереол Бонмезон і перепродав 1815 року Фрідріху Вільгельму III для берлінського музею.